# Minister (duchowny)

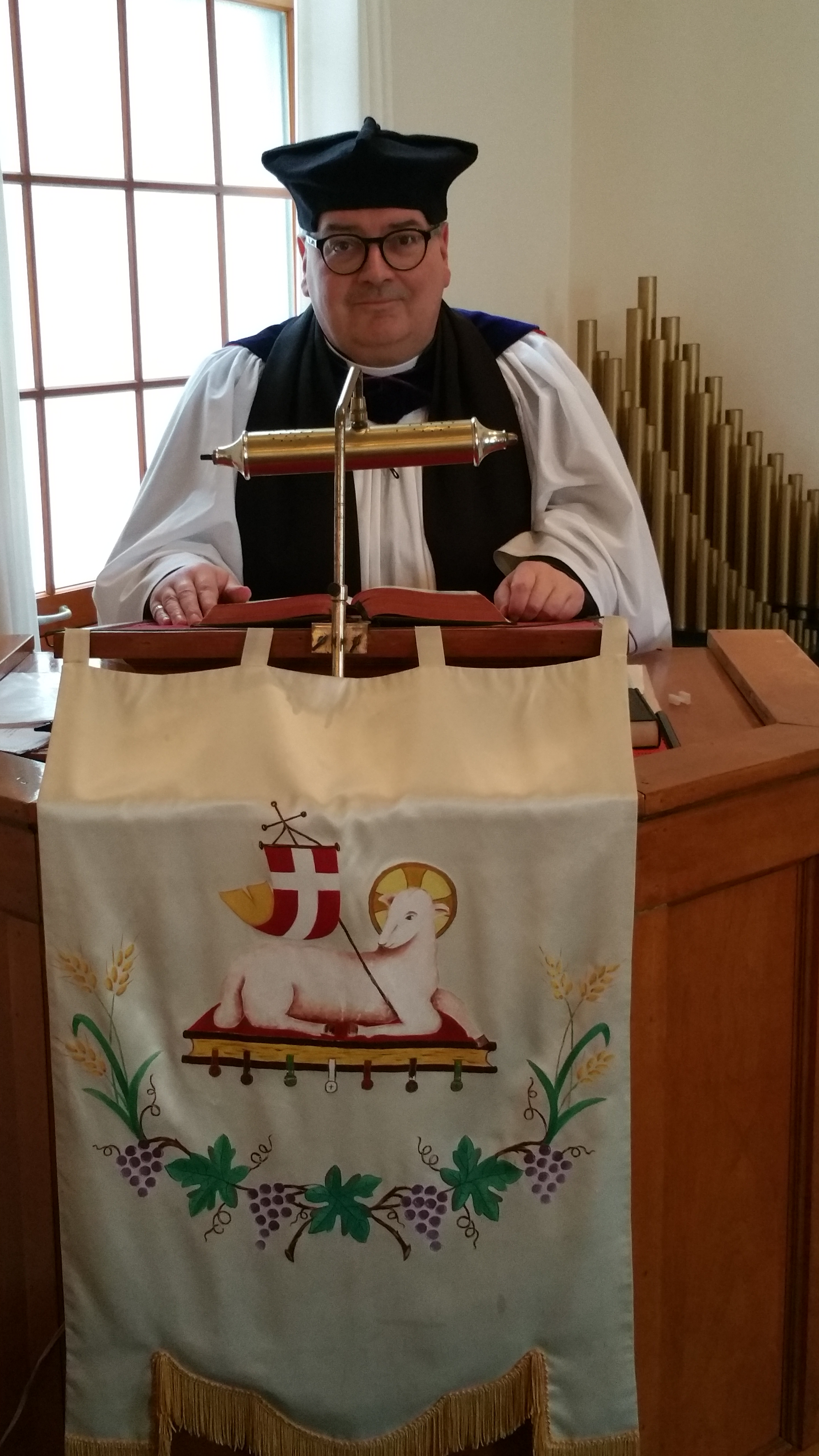
Minister anglikański podczas wygłaszania homilii

Minister (sługa) – dawne, obecnie rzadziej używane, określenie duchownych kościołów protestanckich, zwłaszcza kalwińskich.
Określenie wywodzi się z łacińskiego określenia Verbi Divini Minister (skrót V. D. M.), tzn. sługa Słowa Bożego.